# Josef Ferstl
Josef Johannes Ferstl (Traunstein, 29 dicembre 1988) è un ex sciatore alpino tedesco.

## Biografia
Specialista delle prove veloci figlio di Sepp, a sua volta sciatore alpino, Ferstl ha debuttato in gare FIS nel dicembre del 2003, in Coppa Europa il 17 febbraio 2005 a Oberjoch in slalom gigante, senza completare la prova, e in Coppa del Mondo il 23 febbraio 2007 nella discesa libera disputata sul classico tracciato di Garmisch-Partenkirchen, piazzandosi al 53º posto.
Il 26 gennaio 2012 ha conquistato la sua prima vittoria in Coppa Europa, nonché primo podio, nella discesa libera tenutasi sulle nevi di Altenmarkt-Zauchensee; ai Mondiali di Vail/Beaver Creek 2015, sua prima presenza iridata, è stato 22º nella discesa libera e 25º sia nel supergigante sia nella combinata. Ai successivi Mondiali di Sankt Moritz 2017 si è classificato 18º nella discesa libera, 6º nel supergigante e 25º nella combinata; il 15 dicembre dello stesso anno ha colto nel supergigante disputato sulla Saslong della Val Gardena la prima vittoria, nonché primo podio, in Coppa del Mondo.
Ai XXIII Giochi olimpici invernali di Pyeongchang 2018, sua prima presenza olimpica, si è classificato 25º nella discesa libera, 27º nel supergigante e non ha completato la combinata; l'anno dopo ha conquistato la sua seconda e ultima vittoria in Coppa del Mondo, il 27 gennaio nel supergigante della Streifalm di Kitzbühel, e ai successivi Mondiali di Åre 2019 è stato 28º nella discesa libera e 6º nel supergigante. Ai XXIV Giochi olimpici invernali di Pechino 2022, suo congedo olimpico, si è classificato 23º nella discesa libera e 18º nel supergigante; ai Mondiali di Courchevel/Méribel 2023, sua ultima presenza iridata, si è piazzato 27º nella discesa libera e non ha completato il supergigante. Si è ritirato durante la stagione 2023-2024 e la sua ultima gara è stata la discesa libera di Coppa del Mondo disputata a Kitzbühel il 20 gennaio.

## Palmarès

### Coppa del Mondo
- Miglior piazzamento in classifica generale: 23º nel 2019
- 2 podi:
  - 2 vittorie (in supergigante)

#### Coppa del Mondo - vittorie
| Data             | Località    | Paese   | Specialità |
| ---------------- | ----------- | ------- | ---------- |
| 15 dicembre 2017 | Val Gardena | Italia  | SG         |
| 27 gennaio 2019  | Kitzbühel   | Austria | SG         |

Legenda:

SG = supergigante

### Coppa Europa
- Miglior piazzamento in classifica generale: 12º nel 2012
- 8 podi:
  - 2 vittorie
  - 6 terzi posti

#### Coppa Europa - vittorie
| Data             | Località              | Paese   | Specialità |
| ---------------- | --------------------- | ------- | ---------- |
| 26 gennaio 2012  | Altenmarkt-Zauchensee | Austria | DH         |
| 1º febbraio 2013 | Sarentino             | Italia  | SG         |

Legenda:

DH = discesa libera

SG = supergigante

### South American Cup
- Vincitore della South American Cup nel 2017
- Vincitore della classifica di discesa libera nel 2014
- Vincitore della classifica di supergigante nel 2013, nel 2014, nel 2016 e nel 2017
- 20 podi:
  - 7 vittorie
  - 7 secondi posti
  - 6 terzi posti

#### South American Cup - vittorie
| Data              | Località     | Paese | Specialità |
| ----------------- | ------------ | ----- | ---------- |
| 22 agosto 2013    | Valle Nevado | Cile  | SG         |
| 3 settembre 2013  | La Parva     | Cile  | DH         |
| 4 settembre 2013  | La Parva     | Cile  | DH         |
| 16 settembre 2015 | El Colorado  | Cile  | SG         |
| 12 settembre 2016 | El Colorado  | Cile  | SG         |
| 12 settembre 2016 | El Colorado  | Cile  | SG         |
| 13 settembre 2016 | El Colorado  | Cile  | DH         |

Legenda:

DH = discesa libera

SG = supergigante

### Campionati tedeschi
- 12 medaglie[3]:
  - 3 ori (supergigante nel 2017; supergigante nel 2018; discesa libera nel 2019)
  - 3 argenti (supercombinata nel 2010; discesa libera, combinata nel 2015)
  - 6 bronzi (discesa libera, supergigante nel 2012; supergigante nel 2015; discesa libera nel 2018; supergigante nel 2019; discesa libera nel 2022)